# Chris Armstrong (football)
Pour les articles homonymes, voir Chris Armstrong et Armstrong.
Christopher Peter Armstrong, couramment appelé Chris Armstrong, est un footballeur anglais, né le 19 juin 1971 à Newcastle upon Tyne. Évoluant au poste d'avant-centre, il est principalement connu pour ses saisons à Wrexham, Crystal Palace et Tottenham Hotspur.

## Biographie

### Carrière de joueur
Natif de Newcastle upon Tyne, d'un père irlandais et d'une mère nigériane, Armstrong commence à jouer en junior avec un club gallois, Llay Welfare F.C. (en), avant de s'engager pour Wrexham en avril 1989, alors qu'il n'a pas encore 18 ans. En deux saisons avec son club, il inscrit 13 buts en 60 matches de Division Four et il s'engage pour Millwall en août 1991 pour 50.000£.
Après une saison en Second Division pendant laquelle il marque 5 buts en 28 matches, il est transféré pour Crystal Palace qui vient d'être promu en Premier League. Lors sa première saison au plus haut niveau, il termine meilleur buteur de son club, avec 23 réalisations, ce qui n'empêche pas son club d'être relégué.
Toutefois, Crystal Palace revient dans l'élite dès la saison suivante, ayant remporté le championnat de D2. Lors de la saison 1994-95 en Premier League, il connaît une sélection en Angleterre B.
Plus tard dans la saison, il est contrôlé positif au cannabis, devenant ainsi, en mars 1995, le premier joueur de Premier League suspendu pour dopage. Après une cure de désintoxication, il est autorisé à rejouer à l'issue d'une suspension d'un mois. Il termine la saison avec 18 réalisations, mais une fois encore, Crystal Palace est relégué en championnat de D2.
Il est alors transféré à Tottenham Hotspur pour 4,5 millions de £. Ce transfert est alors le plus élevé à la fois pour un joueur vendu par Crystal Palace (jusqu'en 2006 et les 8,6 millions de £ d'Andy Johnson) et pour un joueur acheté par Tottenham (jusqu'en 1997 et les 6 millions de £ de Les Ferdinand). 
Il s'impose comme un élément phare de l'équipe première durant les 7 saisons passées qu'il y passe, marquant 48 buts en 141 matches de Premier League. La saison 1998-99 est sa meilleure : il réalise un coup du chapeau le 28 décembre 1998, lors d'une victoire 4-1 contre Everton et ,en mars 1999, il fait partie des joueurs sélectionnés en équipe d'Angleterre par Kevin Keegan pour un match contre la Pologne, mais il n'entre pas en jeu. Un peu plus tard dans la saison, il remporte la League Cup en battant Leicester City 1-0 en finale.
En 2002, il s'engage pour Bolton Wanderers mais ne joue aucun match de la saison 2002-03 de Premier League, ne participant qu'à un seul match de League Cup. Face à ce temps de jeu très réduit, il quitte Bolton Wanderers pour retourner à Wrexham, son club formateur, où il passe deux saisons avant de prendre sa retraite en 2005.

## Palmarès
- Tottenham Hotspur :
  - Vainqueur de la League Cup en 1999
- Crystal Palace :
  - Champion de D2 anglaise en 1993-94